# Ghang Sukathokar
Ghang Sukathokar (nep. घ्याङ्गसुकाठोकर) – gaun wikas samiti w środkowej części Nepalu w strefie Dźanakpur w dystrykcie Dholkha. Według nepalskiego spisu powszechnego z 2001 roku liczył on 997 gospodarstw domowych i 4600 mieszkańców (2457 kobiet i 2143 mężczyzn).